# Death Atlas
Albums de Cattle Decapitation
The Anthropocene Extinction
(2015)
Death Atlas est le huitième album studio du groupe de death metal américain Cattle Decapitation. Il est sorti le 29 novembre 2019 via Metal Blade Records. Sa sortie coïncide avec le Black Friday et intervient plus de quatre ans après leur précédent album studio, The Anthropocene Extinction de 2015.
C'est le premier album du groupe à présenter le second guitariste Belisario Dimuzio et le nouveau bassiste Olivier Pinard. Avec un peu moins de 55 minutes, c'est aussi leur plus long album à ce jour. L'album a fait ses débuts au numéro 116 du Billboard 200 américain et au numéro 56 en Allemagne.

## Contexte
Death Atlas a été enregistré au Flatline Audio de Denver avec le producteur Dave Otero. Les illustrations de l'album sont de Wes Benscoter. Le chanteur Travis Ryan déclare : « Nous avons conçu ce que nous pensons être notre album le plus fort à ce jour [...] Musicalement et lyriquement, il y a beaucoup de chagrin, de colère, de haine, de passion et d'émotion dans celui-ci. » Avant la sortie de l'album, le groupe a partagé la tête d'affiche du Summer Slaughter Tour 2019.

## Liste des pistes
| 1.    | Anthropogenic: End Transmission        | 2:15 |
| 2.    | The Geocide                            | 3:43 |
| 3.    | Be Still Our Bleeding Hearts           | 3:54 |
| 4.    | Vulturous                              | 4:59 |
| 5.    | The Great Dying                        | 1:12 |
| 6.    | One Day Closer to the End of the World | 3:47 |
| 7.    | Bring Back the Plague                  | 4:28 |
| 8.    | Absolute Destitute                     | 4:35 |
| 9.    | The Great Dying II                     | 1:05 |
| 10.   | Finish Them                            | 2:55 |
| 11.   | With All Disrespect                    | 4:31 |
| 12.   | Time's Cruel Curtain                   | 5:31 |
| 13.   | The Unerasable Past                    | 2:50 |
| 14.   | Death Atlas                            | 9:14 |
| 54:58 |                                        |      |

| Pistes bonus | Pistes bonus                                                               | Pistes bonus | Pistes bonus | Pistes bonus | Pistes bonus | Pistes bonus | Pistes bonus | Pistes bonus | Pistes bonus |
| No           | Titre                                                                      | Durée        |              |              |              |              |              |              |              |
| ------------ | -------------------------------------------------------------------------- | ------------ | ------------ | ------------ | ------------ | ------------ | ------------ | ------------ | ------------ |
| 15.          | An Extreme Indifference to Human Life                                      | 3:15         |              |              |              |              |              |              |              |
| 16.          | In the Kingdom of the Blind, the One-Eyed Are Kings (Dead Can Dance cover) | 4:10         |              |              |              |              |              |              |              |
| 62:63        |                                                                            |              |              |              |              |              |              |              |              |

## Membres

### Cattle Decapitation
- Travis Ryan - chant, claviers (track 5, 9)
- Josh Elmore - guitares
- Dave McGraw - batterie
- Belisario Dimuzio - guitares
- Olivier Pinard - basse

### Membres additionnels
- Jon Fishman - narration (track 13) [6]
- Riccardo Conforti - claviers (track 1)
- Laure Le Prunenec - chant (track 14)
- Tony Parker - claviers (track 13)
- Ottone Pesante - cornes (track 16)
- Melissa Lucas-Harlow - narration (track 5)

### Production
- Dave Otero - production, ingénierie, mixage
- Wes Benscoter - œuvre
- Gautier Serre - ingénierie complémentaire (track 1)